# ملكة جمال الولايات المتحدة الأمريكية 1971
ملكة جمال الولايات المتحدة الأمريكية 1971 (بالإنجليزية: Miss USA 1971)‏ هي نسخة المسابقة العشرين من مسابقة ملكة جمال الولايات المتحدة الأمريكية منذ انطلاقتها عام 1952، عقدت المسابقة في 22 مايو 1971 في قاعة جاكي جليسون في ميامي بيتش ، فلوريدا على الهواء مباشرة بواسطة شبكة سي بي إس واستضافها بوب باركر . في نهاية الحدث فازت بالمسابقة ميشيل ماكدونالد من ولاية بنسلفانيا،  التي توجت باللقب ديبورا شيلتون من ولاية فرجينيا. كانت ماكدونالد أول امرأة - وحتى الآن فقط - من ولاية بنسلفانيا تفوز بلقب ملكة جمال الولايات المتحدة الأمريكية ، وذهبت إلى الدور نصف النهائي في مسابقة ملكة جمال الكون عام 1971.
بالنسبة لمسابقة عام 1971 ، تم تخفيض عدد المتأهلين إلى الدور نصف النهائي من 15 إلى 12. وسيظل هذا الرقم حتى عام 1984 ، عندما تم تخفيضه مرة أخرى إلى 10.

## النتائج

### المراكز النهائية
| النتائج النهائية                          | المتنافسة |
| ----------------------------------------- | --- |
| ملكة جمال الولايات المتحدة الأمريكية 1971 | - بنسيلفانيا - ميشيل مكدونالد † |
| الوصيفة الأولى                            | - تكساس - بريندا بوكس |
| الوصيفة الثانية                           | - أريزونا - سوزان بوتينجر |
| الوصيفة الثالثة                           | - ميزوري - نانسي ريتش |
| الوصيفة الرابعة                           | - كنتاكي - باتريشيا بارنستابل |
| أفضل 12                                   | - كاليفورنيا - كارين موريل - مقاطعة كولومبيا - سوزان بلسكوسكي - فلوريدا - سوزان ديتون - ماريلاند - كارول ثيس - ميشيغان - بات جلانان - فيرمونت - ساندرا تافت - فرجينيا - بريندا ميلر |

† يدل على وفاة المتسابقة.

## المتسابقات
قائمة الولايات والمندوبات المشاركات في مسابقة ملكة جمال الولايات المتحدة الأمريكية 1971:
| - ألاباما - رينيه سميث - ألاسكا - كاثرين هارتمان - أريزونا - سوزان بوتينجر - أركنساس - بولا كيث - كاليفورنيا - كارين موريل - كولورادو - ديان كناوب - كونيتيكت - ديان تريتسكي - ديلاوير - نانيت كريست - مقاطعة كولومبيا - سوزان بلسكوسكي - فلوريدا - سوزان ديتون - جورجيا - جيني اندروز - هاواي - ديبورا جيبسون - أيداهو - كريستين ريوردان - إلينوي - بوليت برين - إنديانا - ديبوراه داون - آيوا - سيندي هيلمرز - كانساس - نانسي بيشوب - كنتاكي - باتريشيا بارنستابل - لويزيانا - ديان ريزنشتاين - مين - روث ماكليري - ماريلند - كارول ثيس - ماساتشوستس - أبريل داو - ميشيغان - بات جلانان - مينيسوتا - شيرلي كيتلسون - مسيسيبي - جاني جيليس - ميزوري - نانسي ريتش | - مونتانا - ريبيكا توماس - نبراسكا - لولا بتلر - نيفادا - أنيتا لوري - نيوهامبشير - جين لاروش - نيوجيرسي - بريندا وايت - نيومكسيكو - ديبي كلاري - نيويورك - باربرا لوبيز - كارولاينا الشمالية - ماري رودروف - داكوتا الشمالية - جوان إنجل - أوهايو - كارين هاوس - أوكلاهوما - كيم هارديستي - أوريغون - كوني أوست - بنسيلفانيا - ميشيل ماكدونالد - رود آيلاند - لوري ستال - كارولاينا الجنوبية - يونيس كامبل - داكوتا الجنوبية - سونيا هارت - تينيسي - سو كولينز - تكساس - بريندا بوكس - يوتا - جانيت مونتغمري - فيرمونت - ساندرا تافت - فيرجينيا - بريندا ميلر - واشنطن - كريستين ماكومب - فيرجينيا الغربية - بيجي تينانت - ويسكونسن - باميلا مارتن - وايومنغ - كاي هيتون |

## روابط خارجية
- موقع ملكة جمال الولايات المتحدة الأمريكية الرسمي